# Nuestra Señora del Carmen (Rute)
Nuestra Señora del Carmen Coronada es una representación de la Virgen María sosteniendo en su regazo al niño Jesús. La imagen es venerada en el municipio de Rute, en Andalucía (España), desde el siglo XVII. Porta atributos como el cetro y el santo escapulario, símbolos de realeza y salvación. Fue nombrada Patrona en el año 1924 por el Papa Pío XI y Coronada Canónicamente en 2018 por el Obispo de Córdoba Don Demetrio Fernández.[cita requerida]

## Historia

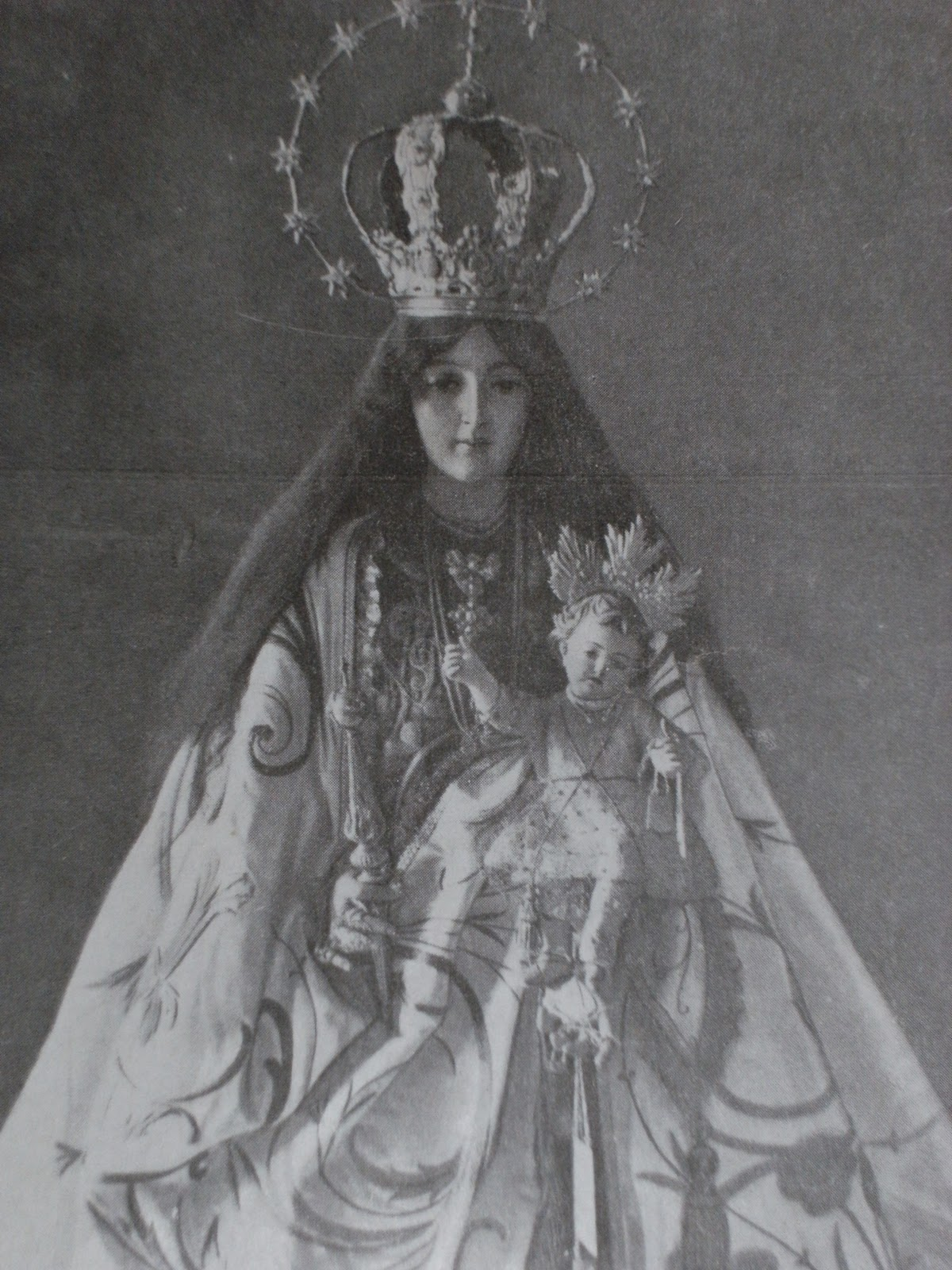
Antigua fotografía de la Patrona de Rute.

La Real Archicofradía de Nuestra Señora del Carmen tiene sus orígenes a finales del siglo XVII, cuando la Orden Carmelita se afinca en el pueblo de Rute, al igual que en pueblos cercanos como Lucena, Benamejí y en la localidad malagueña de Antequera, donde existían conventos carmelitanos que predicaban cultos a la Virgen del Carmen.
Esta devoción a la Virgen del Carmen tuvo un gran auge en Rute y un incremento considerable en sus ingresos, debido a todo ello, en el año 1698, se ordenó construir una ermita para venerar a la imagen, dejando atrás la Parroquia de Santa Catalina. Dicha ermita fue reformada en varias ocasiones a lo largo del siglo XVIII, cambiando incluso su orientación. 
El miércoles día 13 de Febrero del año 1924 el Papa Pio XI proclamó como Patrona de Rute a la Santísima Virgen del Carmen mediante bula Papal en Roma. 
El 28 de Julio del año 2018 fue coronada canónica y pontificia por el Obispo de Córdoba Demetrio Fernández mediante bula Papal otorgada por el Papa Francisco.

## Imagen y Patrimonio

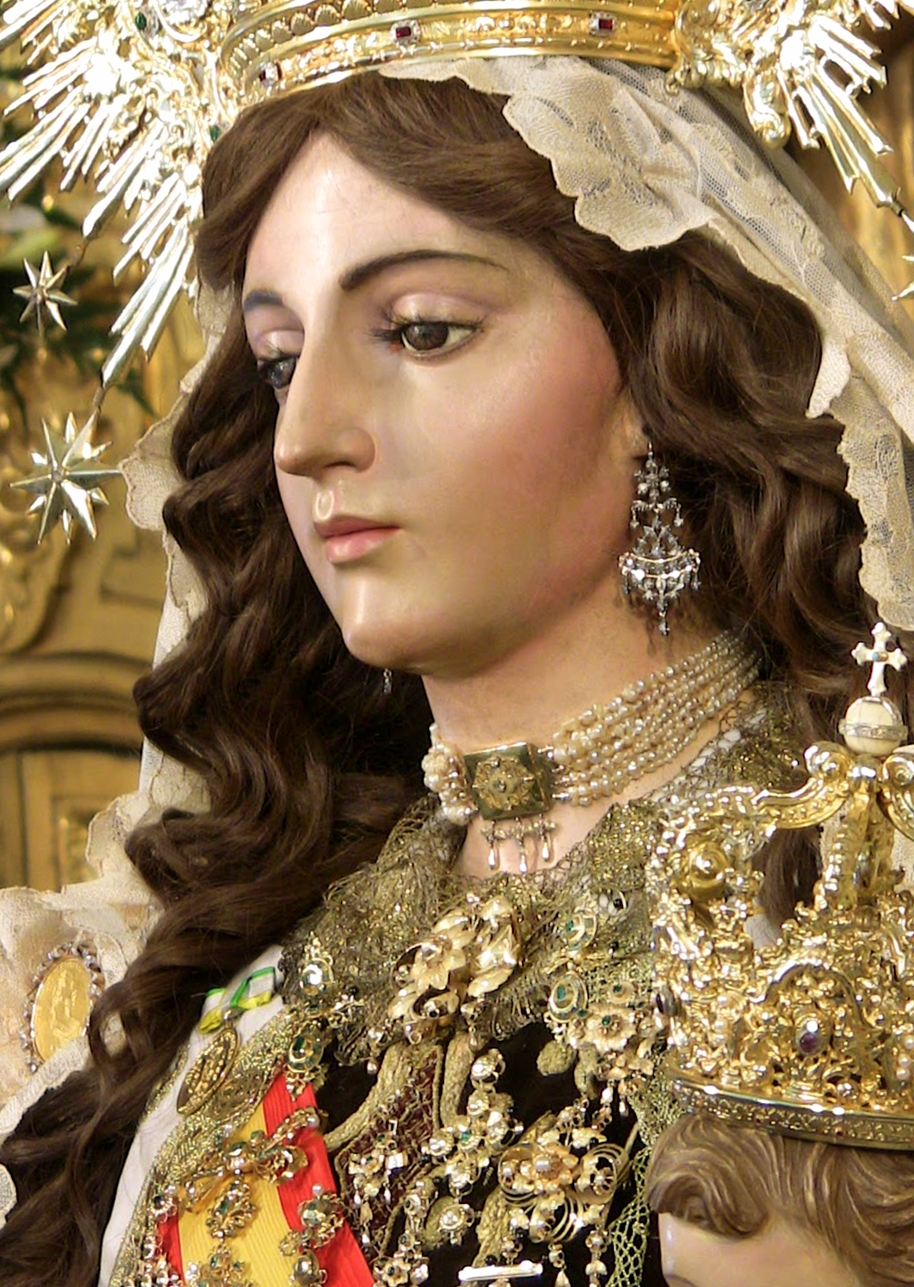
Rostro de Ntra. Señora del Carmen.

La imagen de Nuestra Señora del Carmen es una obra de escuela granadina de autor desconocido, datada en torno al siglo XVII. Mide 1,52 m de altura. En sus orígenes se trataba de una imagen de candelero, y en 1978 el escultor sevillano Luis Ortega Bru le añadió nueva cabellera y cuerpo tallado, convirtiéndola en talla completa. 
La Virgen porta en su regazo al niño Jesús, obra de autor desconocido del siglo XVII de escuela napolitana, la cual no coincide con la autoría de la Virgen, y dada la posición de los brazos, se trataba de una imagen de las conocidas como del Patrocinio, la Virgen sin niño.

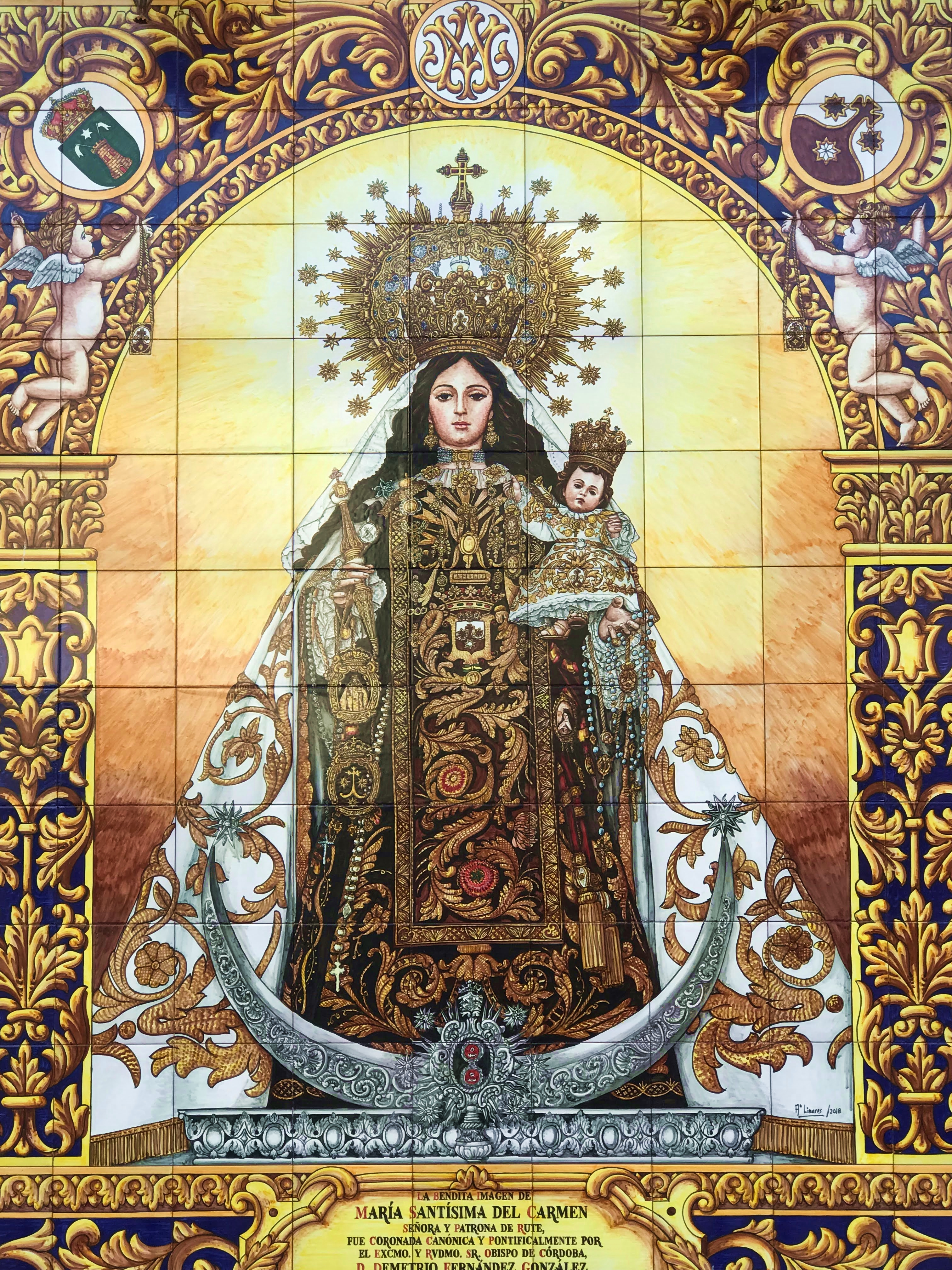
Parte del Retablo cerámico de la fachada de Santa Catalina.

Cuenta con extenso patrimonio artístico como puede ser la peana donde reposa la imagen de la Virgen, es de forma cuadrangular y está realizada en madera y oro. Fechada del siglo XVIII, tiene elementos como el escudo carmelita, la nube simbolizando el cielo y dos ángeles a sus pies portando atributos carmelitas. Aunque actualmente se usa como camarín, en tiempos pasados se usaba además como paso procesional en el que se añadían unos candelabros de tres brazos, para alumbrar la imagen. 
También cuenta con dos tronos procesionales, uno recuperado recientemente, tallado en madera y estofado en oro, regalado por el Ayuntamiento de Rute en 1925, y otro realizado en plata, con peana del mismo metal del año 1975. Rematando sus esquinas se encuentran cuatro candelabros de plata en los que se puede apreciar detalles florales y marineros, están realizados por el orfebre ruteño Javier Rabasco Luz en el año 2024 con motivo del Centenario de su Patronazgo. 
Cada 15 de Agosto procesiona bajo Palio,  bordado en oro sobre terciopelo blanco, tiene techo diseñado y realizado por el bordador malagueño Samuel Cervantes Cordero y la gloria por el pintor Francisco Javier Conde Leo.

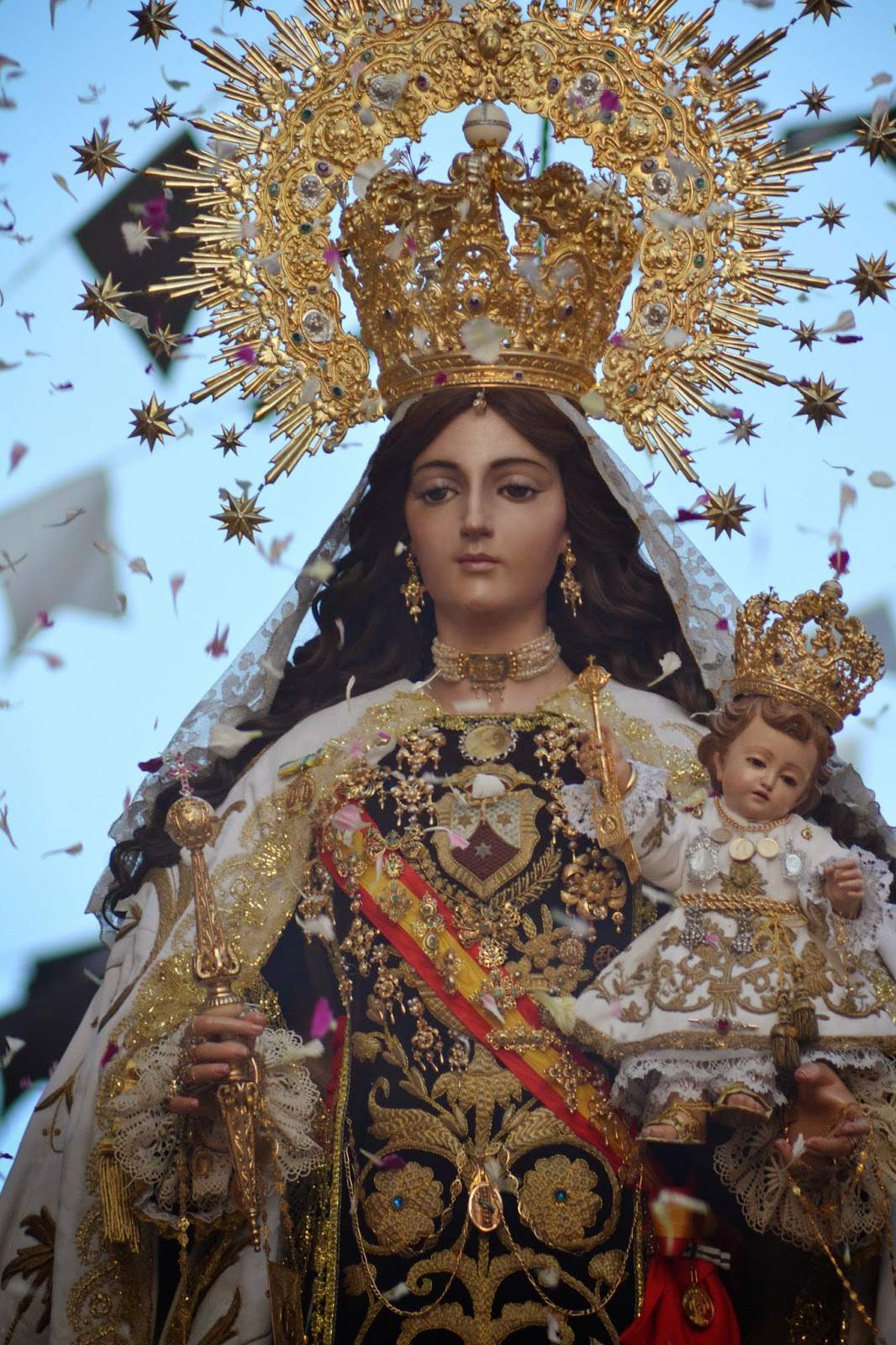
Imagen de Ntra. Señora del Carmen de Rute.

Entre su ajuar posee múltiples mantillas de encaje, escapularios y vestidos bordados en oro, algunos datados del siglo XIX, así como varios mantos, tres de ellos de salida.  
Uno es del año 1874, conocido como el manto “de Isidro Molina” bordado en oro con la antigua técnica conocida como “de cartulina”.  
Otro es el “del Patronazgo”, donado por el pueblo de Rute, bordado en oro y de estilo rocalla, su diseño se debe al arquitecto Jerezano Francisco Hernández Rubio y su ejecución al Valenciano Justo Burillo, fue realizado en el año 1925. 
Y por último “el manto Grande” de 1954, bordado en oro con motivos vegetales y ángeles. 
En cuanto a orfebrería posee cuatro medias lunas, cetros algunos del siglo XIX, y también varias coronas, entre las que destaca una de la tercera década del siglo XX, y una elaborada en oro y piedras preciosas por el orfebre cordobés Francisco Díaz Roncero en los años 50, con la que recibió la Coronación Pontificia de 2018, la cual fue enriquecida para dicho acontecimiento. También cuenta con un importante joyero compuesto por piezas de gran valor, recibidas a través de las donaciones de hermanos y devotos a lo largo de su historia.

## Santuario

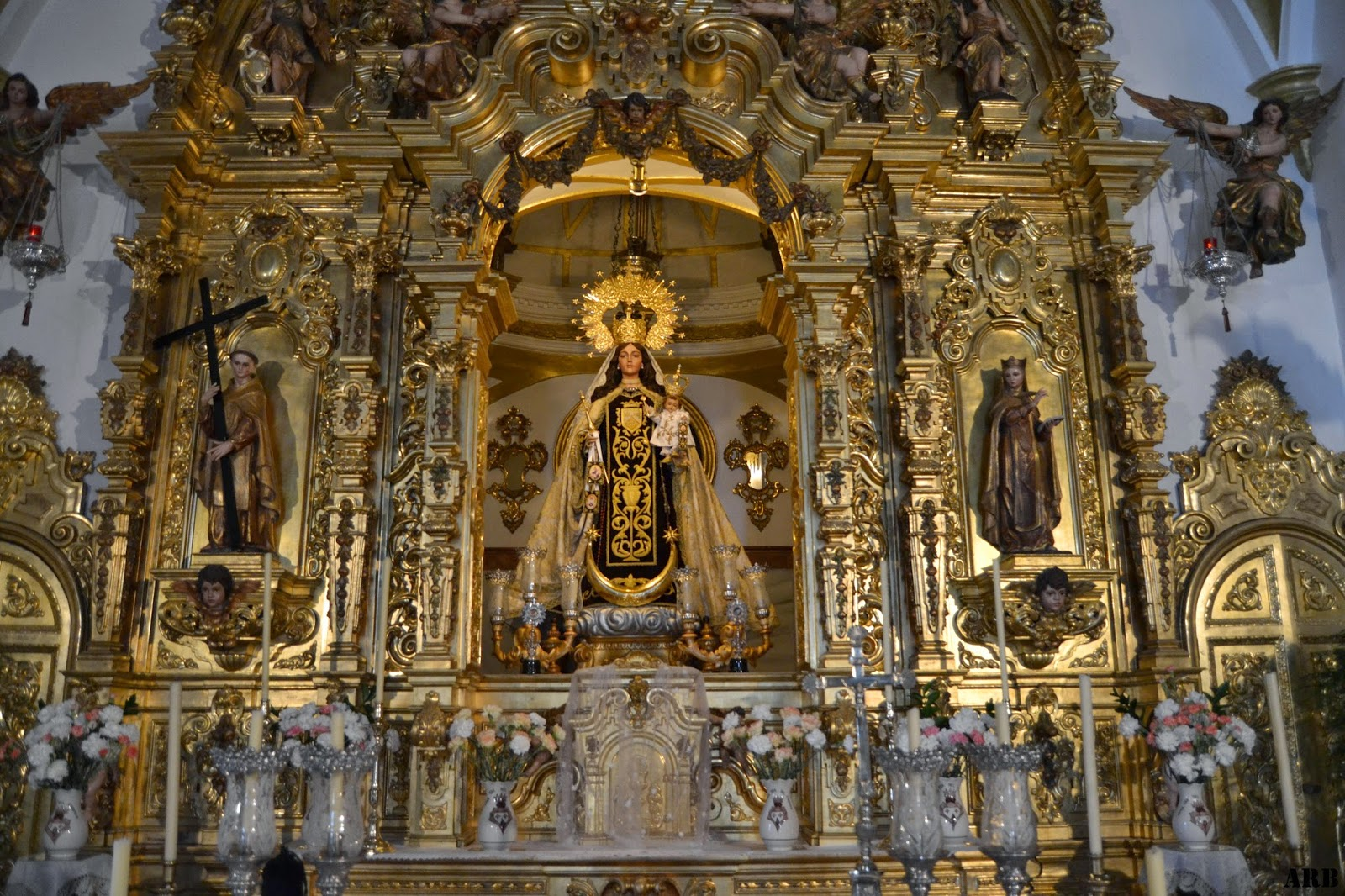
Retablo y Camarín de Ntra. Señora del Carmen.

El Santuario de Nuestra Señora del Carmen fue levantado en 1698, con varias reformas a lo largo del siglo XVIII y XX. La fachada cuenta con un campanario de tres vanos y un pórtico realizado en piedra con el escudo carmelita, y en el lateral se encuentra un retablo cerámico de la Santísima Virgen del Carmen realizado por la Cerámica Santa Ana de Triana (Sevilla) a mediados del siglo XX. El interior es de una nave, rematada en el crucero por una bóveda de cañón con frescos representando los cuatro evangelistas, y un coro a los pies del crucero. El edificio también alberga la imagen del Santísimo Cristo del Mayor Dolor, obra de autor desconocido, fechada al año 1700, conocido popularmente en Rute como el Cristo a gatas, ya que se encuentra de rodillas en el suelo recogiendo sus vestiduras tras ser azotado en la columna. 
Cerca del altar está la imagen de un niño Jesús dando la bendición, conocido como San Juanito, atribuido al taller de Alonso de Mena en torno al año 1630.

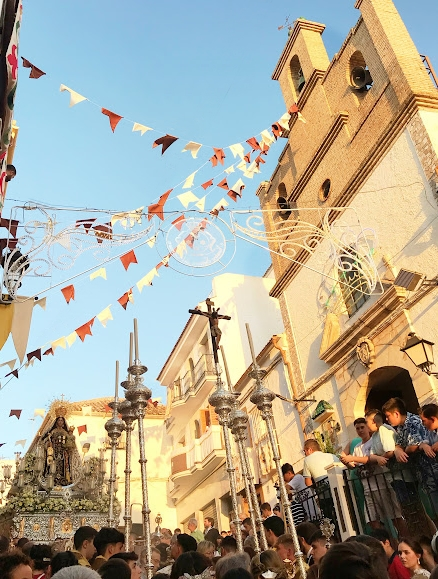
Traslado de Ntra. Señora del Carmen, frente a la fachada del Santuario.

Culminando esta ermita se encuentra el retablo mayor con camarín. Es de estilo neobarroco, realizado en madera y oro por el tallista sevillano Manuel Guzmán Bejarano, en el que aparecen a los lados de la embocadura central las imágenes de San Juan de la Cruz y Santa Teresa de Jesús, fundadores y promotores de la devoción carmelitana en España. Múltiples ángeles mostrando atributos marianos y carmelitas, y en el ático, rematando este retablo, un alto relieve con la escena de la aparición de la Virgen del Carmen ofreciendo el Santo escapulario a San Simón Stock, fundador de la Orden.
El altar mayor está más elevado al nivel del suelo con respecto al resto de edificio, este espacio está escoltado por una reja  y un ambón de forja dorada.

## Cultos y fiestas patronales
A lo largo del año, la Real Archicofradía hace numerosos actos en honor a la Patrona de Rute:
- Cada Febrero se celebra un Triduo los días 11, 12, 13 por el Patronazgo de la Virgen del Carmen desde su nombramiento en el año 1924.
- Se celebra un Triduo en su honor los días 14, 15 y 16 de Julio.
- El último domingo de Julio la imagen de la Virgen del Carmen es trasladada en procesión por las calles de su feligresía hasta la Parroquia de Santa Catalina.
- Del 5 al 14 de Agosto se celebran los actos de las fiestas patronales en su honor, como la Novena, el Pregón, la coronación e imposición de bandas a las Reinas y Damas Carmelitanas y la ofrenda de nardos.
- El Domingo anterior al 15 de agosto, se realiza el Rosario de la Aurora por las calles del pueblo.

- Se clausuran las fiestas patronales el 15 de Agosto, con el toque de diana de la Banda Municipal. A continuación la Solemne Función en honor a la Virgen del Carmen.

## Hermanos de la Aurora

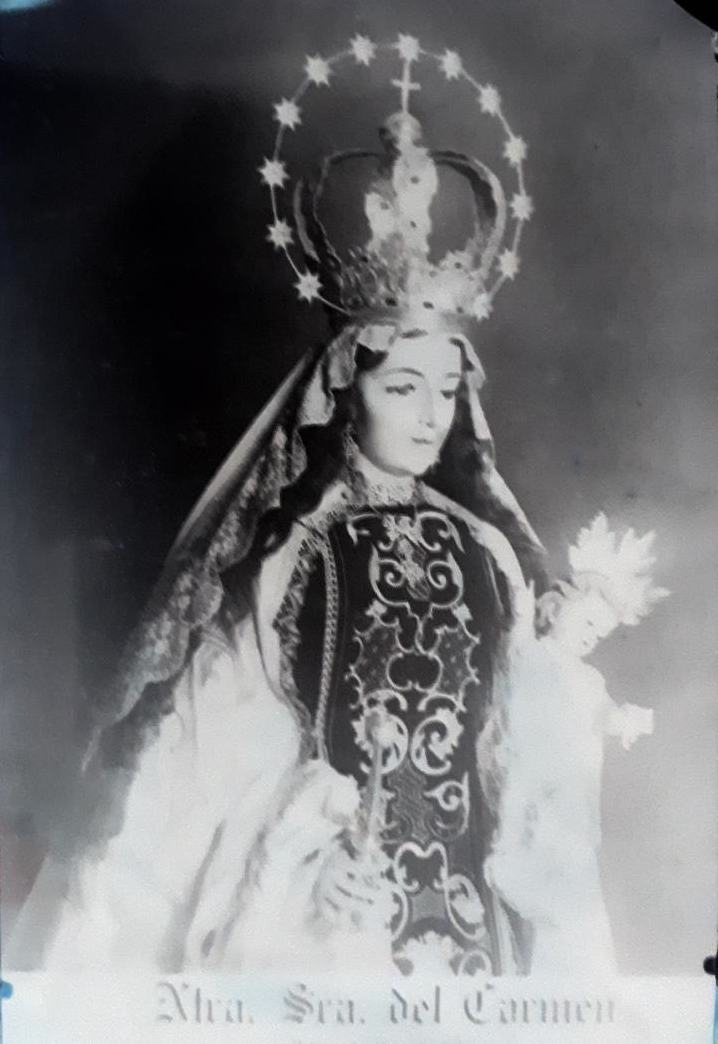
Antiguo retrato de Ntra. Señora del Carmen.

Se trata de un grupo de devotos ruteños que cantaban canciones y coplillas en alabanza a la Virgen del Carmen, recorriendo aldeas y cortijos cercanos. De esta manera recaudaban donativos para sufragar los gastos que conllevaba el Santuario y los Cultos. Tiene sus comienzos a principios del siglo XIX, bajo influencias de pueblos aledaños como Benamejí, Cabra, Lucena o Iznájar, donde ya existían estos grupos de campanilleros dedicados a sus devociones. 
A día de hoy sigue realizándose estos cánticos en cultos, rosarios públicos, pasacalles y efemérides como la onomástica de la Virgen o durante las Fiestas Patronales en su honor, entre otros.
Estos son algunos de los versos más conocidos de estos cánticos:
ESTRIBILLO:
La Virgen del  Carmen, su pelo tendió
hizo una cadena que al cielo llegó.
Dios te salve, Carmelita hermosa,
Dios te salve Luna, Dios te Salve Sol,
Dios te salve hermosa vidriera
donde resplandecen los rayos del sol.
Decid con fervor,
Viva, viva nuestra Carmelita
y vivamos todos en gracia de Dios.
Cuando corren el velo cortina,
¡Oh Virgen del Carmen! de tu camarín,
aparece tu imagen peregrina
y todos tus devotos te dicen así.
Reina y Emperatriz,
desde el Trono repartes las flores
que de tus devotos recibes sin fin.
Dios te salve, Carmelita hermosa.
El pueblo de Rute a tí prefirió,
como Reina y Patrona nuestra,
nuestro Santo Padre a tí proclamó.
Decid con fervor,
Viva, viva nuestra Carmelita
y vivamos todos en gracia de Dios.
Ya venimos colmados de gloria
por haber andado toda tu estación,
Madre mía tenednos en cuenta
los pasos que damos en vuestro favor.
Y de corazón, te pedimos Virgen del Carmelo
de tus santas manos una bendición.
A la Virgen Sagrada del Carmen
le pide este enfermo, que alivie su mal,
se arrepiente de todo pecado
y suplica humilde su gracia y bondad.
Pues su caridad,
pone buenos todos los enfermos
porque es medicina de la cristiandad.

## Música
Patromonio musical:

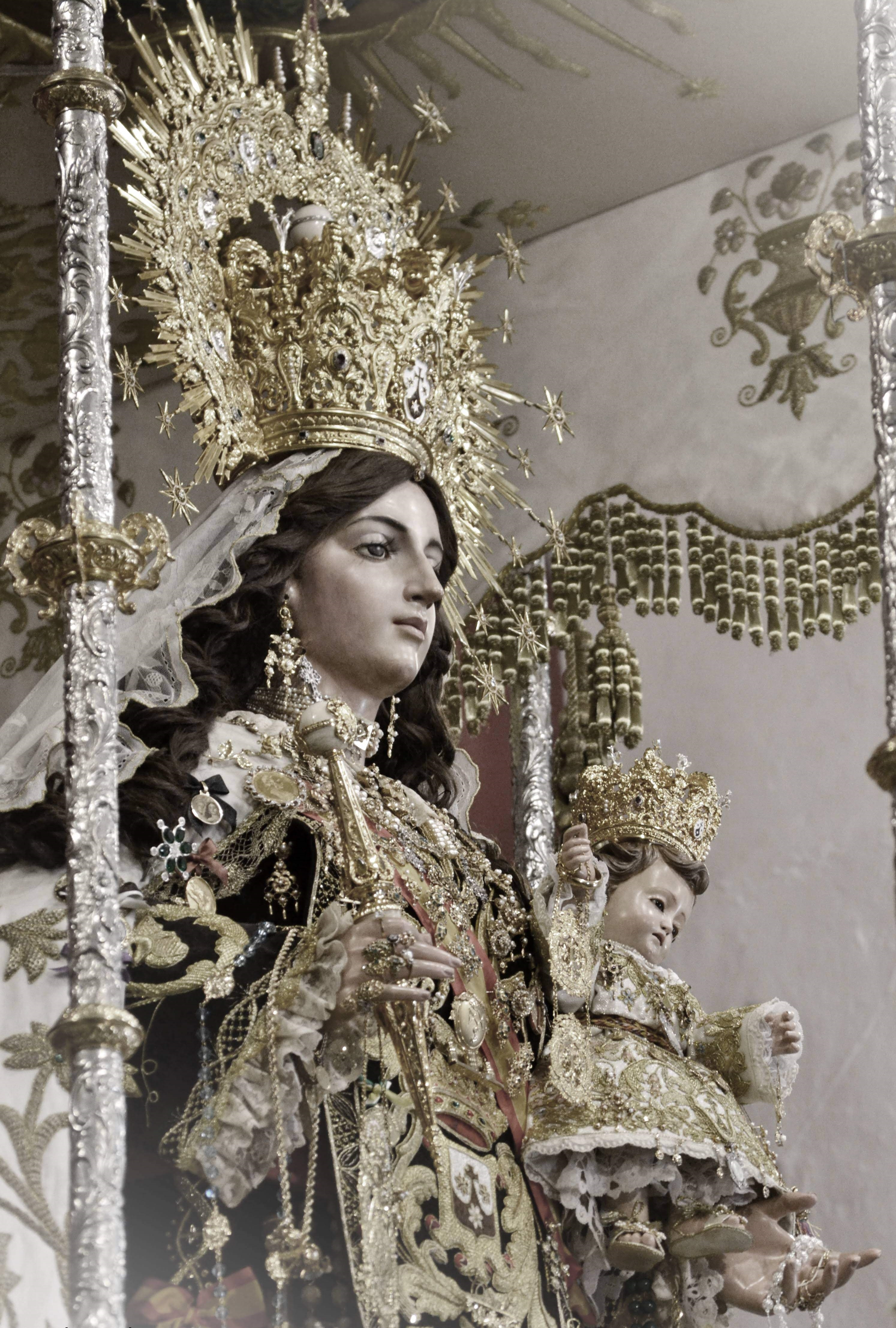
Ntra. Señora del Carmen.

- Reina y Señora (Francisco López y Miguel Herrero)
- Reina entre olivares (Antonio González)
- Himno a la Patrona de Rute (Ramón Medina y José Mª Pemán)
- Stella Maris (José Antonio Sánchez)
- Coronación del Carmen (Daniel Albarrán)
- Himno a la Coronación de nuestra Patrona (Miguel Herrero y Ana Burguillos)
- Nuestra Carmelita (Julián Sánchez)
- Himno de Coronación del Carmen de Rute (Antonio González)
- Patrona Centenaria (David Torres Fernández)
- Siempre Carmen, Siempre Patrona (Alberto Ramos Campos)

## Distinciones
- Patronazgo del pueblo Rute por el Papa Pio XI (1924)
- Coronación Canónica-Pontificia (2018)